# Ӧ
Ӧ (minuskule ӧ) je písmeno cyrilice. Je používáno v altajštině, chakaštině, chantyjštině, komi, komi-permjačtině, komi-jazvanštině, marijštině, udmurtštině, jukagirštině. Jedná se o variantu písmena О.